# Гарсия II (король Конго)
Гарсия Афонсу II (киконго Nkanga a Lukeni a Nzenze a Ntumba; 1615, Мбанза-Конго — 23 января 1660, Мбанза-Конго) — король Конго в 1641—1660 годах. Был известен своей набожностью и попытками изгнать из Анголы португальцев.

## Происхождение
Был вторым сыном принцессы Лукени, дочери принцессы Нзензе, внучки короля Конго Афонсу I. До своего восшествия на престол был известен под именем Гарсия Окимбаки, маркиз Киова. Наследовал своему старшему брату Алвару VI как король Конго 22 февраля 1641 года.

## Биография
Образование, вместе со своим старшим братом Алвару получил в школе иезуитов, куда поступил ещё в 1620 году. В 1634 году, когда начался вооружённый конфликт между королём Алвару V и владетельным князем Даниэлем да Силва, герцогом Мбамба, братья пришли на помощь королю. В этой борьбе Нарсия отличился своей храбростью и в награду получил титул маркиза Киова, а также небольшое владение на южном берегу реки Конго. Его старший брат тогда же становится герцогом Мбамба. однако в 1636 году король Алвару V предпринимает попытку убить братьев. В начавшейся войне братья победили, и королю отрубили голову. после этого старший брат становится королём Конго под именем Алвару VI, а Гарсия — герцогом Мбамба.
Став в свою очередь королём, Гарсия заключил в 1641 году союзный договор с голландцами, занявшими в том же году Луанду. Во владении Португалии, однако, остались внутренние районы Анголы. В апреле 1645 года Гарсия II начал войну против одного из местных князей, дона Даниэля да Сильва, графа Сойо, однако 29 апреля потерпел от его войск поражение. В конце июля 1646 года армия Гарсия II вновь была разгромлена противником, и Сойо становится фактически независимым от короля. После вторичного захвата голландским флотом Луанды 15 августа 1648 года назревает конфликт между Конго и португальцами. После прибытия помощи португальцам из Бразилии в 1648 году, голландцы были вынуждены оставить Луанду. Гарсия, не готовый к открытой войне, отправляет к ним Посольство, заключившее в Луанде с Португалией мирный договор. Согласно его статьям, Гарсия вынужден был занять по отношению к португальцам дружественную позицию, передать официально в их владение остров близ Луанды и отказаться от прямой торговли с Нидерландами и Испанией. Кроме этого он передаёт португальской короне право на добычу серебра в горах Конго. В 1654 году из-за несоблюдения Гарсией этого соглашения опять возникает угроза войны с Португалией.
25 мая 1645 года в Конго прибывают католические миссионеры-капуцины, пять итальянцев и испанец, представители «Конгрегации пропаганды веры», основанной в 1622 году папой Римским Григорием XV. По возвращении в Рим 5 октября 1646 года они привезли с собой письмо Гарсии II с просьбой прислать ещё одну группу миссионеров. С согласия папы в Конго отправляется ещё 30 монахов-капуцинов. В 1651 году, впрочем, отношения между Римом и королём Гарсия II портятся из-за нежелания папы вмешиваться в вопросы изменения порядка престолонаследия в африканской стране на стороне короля. В 1654 году следует новый конфликт короля с капуцинами, после того, как падре Гиацинт Ветралла обвинил монарха в «постоянном неправильном поведении, ошибках и суеверии». Стараясь избавиться от монахов, король Конго высылает их к португальцам, обвиняя их также в том, что они представляют интересы Испании. В 1657 году он заключает с Португалией новый мирный договор.
Гарсия II несколько раз менял решение, кто после него станет наследовать трон королевства. Первоначально это был его племянник Педру Нсунди. После смерти Педру в 1648 году право на корону переходит к старшему сыну Гарсия II, дону Афонсу. Затем впавший в немилость Афонсу был заменён на второго по старшинству сына Гарсия II, Антониу I. Одна из дочерей Гарсия II, Анна, стала супругой короля Педру III.